# ピカンテ・ダ・ベイラ・バイシャ
ピカンテ・ダ・ベイラ・バイシャ（ポルトガル語: Queijo Picante da Beira Baixa）はポルトガルで生産される、羊や山羊の乳を原料としたチーズ。セミハードタイプに分類されるが、中身はしっとりしている。ピカンテとは辛い、スパイシーという意味であり、実際に辛みが感じられる。ベイラ・バイシャは後述のとおり地名である。
1996年にEUの原産地名称保護制度におけるPDO認定を受けている。登録名称としてはケイジョ・ダ・ベイラ・バイシャ（Queijos da Beira Baixa、『ベイラ・バイシャ（地名）のチーズ』の意） であり、これに含まれる3つのチーズのうちのひとつ。3つとはすなわち、カステロ・ブランコ (チーズ) (Queijo de Castelo Branco)、アマレロ・ダ・ベイラ・バイシャ (Queijo Amarelo da Beira Baixa) および本項のピカンテ・ダ・ベイラ・バイシャである。ピカンテ・ダ・ベイラ・バイシャは羊の乳だけでなく、単体あるいは混合で山羊の乳を用いる。つまり、羊乳100パーセントもあれば、山羊乳100パーセント、そして両者の混合という3タイプが存在する。
いつごろまでかは明らかにされていないが、昔は藁の上で熟成させていたという。